# Museo Valenciano de la Miel
El Museo Valenciano de la Miel, también conocido como MUVAMEL, es un museo que se encuentra en Montroy, en la Ribera Alta.  En 2017 entró a formar parte de la Red de Museos Etnológicos Locales, coordinada por el Museo Valenciano de Etnología. 

## Historia y contexto
Este museo fue fundado a iniciativa del ayuntamiento en 2013. Está dedicado a la apicultura, tanto a las abejas como a los apicultores, a los procesos y a los productos, teniendo un planteamiento pedagógico.
La apicultura es muy importante en Montroy. Uno de cada tres habitantes participa, directa o indirectamente, de la actividad: recolección, producción y comercialización de miel, cuidado de enjambres, fabricación de colmenas y utensilios, envasado de productos derivados de las abejas. De ahí que el museo el museo se estableciera en Montroy.

## Sede
El museo está situado en la calle de la Pau 35;en la planta baja del Edificio Multiusos del Ayuntamiento de Montroi, ocupando 358,07 m² del edificio.